# Coppa delle Alpi 1987
La Coppa delle Alpi 1987 è stata la ventiseiesima ed ultima edizione del torneo. Vi hanno partecipato squadre del campionato francese e svizzero.
Ad aggiudicarsi la coppa fu l'Auxerre per la seconda volta di fila. Il club francese batté in finale, gli svizzeri del Grasshoppers con il risultato di 3-1.

## Squadre partecipanti
- Auxerre
- Grasshoppers
- Losanna
- Lens
- Neuchâtel Xamax
- Nizza
- Sion
- Tolosa

## Finale
| Auxerre 8 luglio 1987                                                               | Auxerre   | 3 – 1    | Grasshoppers | Stadio Abbé-Deschamps (3.500 spett.) |
| \| \| \| \| \| Cantona 49’ Plancque 57’ Zgutczynski 80’ \| Marcatori \| 88’ Gren \| |           |          |              |                                      |
|                                                                                     |           |          |              |                                      |
| Cantona 49’ Plancque 57’ Zgutczynski 80’                                            | Marcatori | 88’ Gren |              |                                      |